# Perses (hijo de Perseo)
En la mitología griega Perses (en griego Πέρσης) es el héroe epónimo de Persia.
La Biblioteca nos dice que Perses fue el primogénito de los siete hijos concebidos por Perseo y Andrómeda. También fue el único que fue engendrado en las tierras etíopes del reino de Cefeo. Dicen que de este Perses descienden los reyes de Persia. Aparentemente los persas conocían esta historia, ya que se dice que Jerjes trató de usarla para sobornar a los argivos durante su invasión de Grecia, pero finalmente no lo logró. El diálogo pseudo-platónico Primer Alcibíades (120e), escrito a finales del siglo IV a. C., lo identifica con Aquémenes, héroe y fundador de Persia, afirmando que tanto Aquémenes como Heracles eran hijos de Perseo.